# Ficus subtrinervia
Ficus subtrinervia är en mullbärsväxtart som beskrevs av Karl Moritz Schumann och Lauterb.. Ficus subtrinervia ingår i släktet fikonsläktet, och familjen mullbärsväxter. Inga underarter finns listade i Catalogue of Life.